# Bagnore
Bagnore est une frazione située sur la commune de Santa Fiora, province de Grosseto, en Toscane, Italie. Au moment du recensement de 2011 sa population était de 395 habitants.

## Géographie
Le village de Bagnore est situé sur le versant sud du Mont Amiata, près du Mont Labbro (1 193 m d'altitude), dans une zone connue pour sa riche activité géothermique. Le hameau est situé à mi-chemin entre Santa Fiora et Arcidosso.

## Monuments
- Église Nostra Signora del Sacro Cuore, église paroissiale[2]
- Ancienne église de Bagnore[2]
- Centrale géothermique Enel Bagnore 3